# Допоміжний пост 8 км
Допоміжний пост 8 км — залізничний допоміжний пост Лиманської дирекції Донецької залізниці (з грудня 2014 р. Придніпровська залізниця).
Розташований поблизу села Маринівка, Покровський район, Донецької області на лінії Гродівка — Пласти між станціями Новогродівка (3 км) та Пласти (8 км).
Пост виконує промислове значення у напрямку шахти «Котляревська» (колишня назва «Росія»), відтак пасажирське перевезення не здійснюються.